# Justyna Suchecka

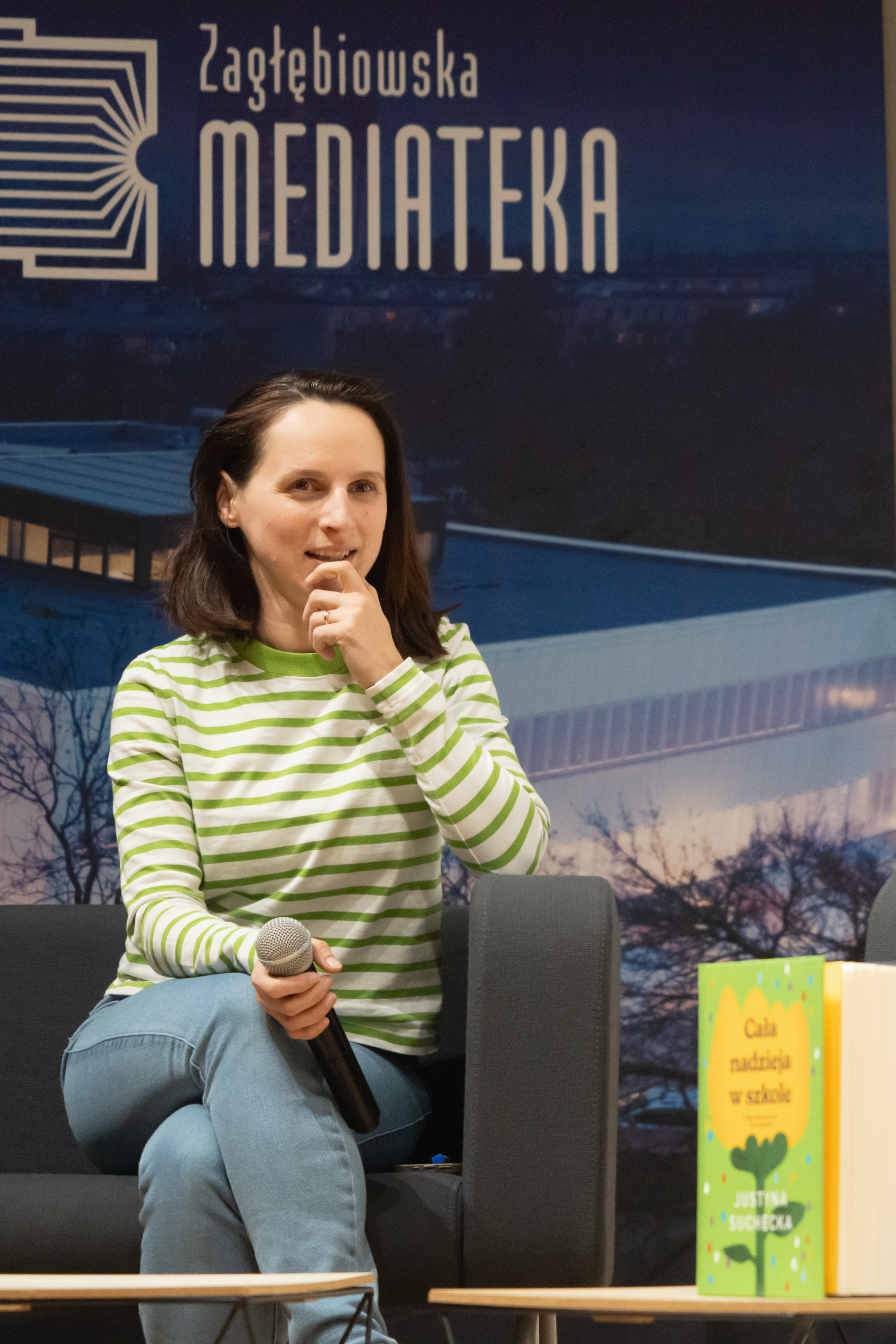
Justyna Suchecka na spotkaniu autorskim w kwietniu 2025

Justyna Suchecka, właśc. Justyna Suchecka-Jadczak (ur. 17 października 1987 w Kostrzynie nad Odrą) – polska dziennikarka specjalizująca się w tematyce edukacyjnej, instruktorka tańca i pisarka.

## Życiorys
Współpracowała z „Wiadomościami Witnickimi”. Jest absolwentką II Liceum Ogólnokształcącego im. Marii Skłodowskiej-Curie w Gorzowie Wielkopolskim. Ukończyła publicystykę ekonomiczną i PR oraz politykę społeczną – finanse i zarządzanie usługami społecznymi na Akademii Ekonomicznej w Poznaniu.
W 2007 odbywała praktyki w „Gazecie Wyborczej”. Rok później dołączyła do redakcji poznańskiej. W maju 2013 przeniosła się do Warszawy. Dołączyła do działu krajowego, zajmując się przede wszystkim tematyką edukacji. Pisze też do wydawanego przez Agorę dwumiesięcznika „Książki. Magazyn do czytania”. Wraz z Natalią Szostak prowadzi na YouTube kanał na temat książek „Krótka przerwa”. W październiku 2019 dołączyła do TVN24.pl. Pozostaje w luźnej współpracy z Agorą. W czasie pandemii i związanego z nią zdalnego nauczania na antenie telewizji Metro prowadziła program „Jak się uczyć”, a przed rozpoczęciem roku szkolnego 2020/2021 występowała w roli ekspertki w programie „Koronawirus Raport. Szkoła” na antenie TVN24.
Przeprowadzony przez Suchecką wywiad z Mirosławą Kątną i jej synem Rafałem znalazł się w 2020 w książce „Smaki dzieciństwa”.
Suchecka zajmuje się także tańcem. Zdobyła mistrzostwo województwa lubuskiego w tańcach standardowych oraz latynoamerykańskich. Była instruktorką w Klubie Tańca Sportowego „Bolero” przy Miejskim Domu Kultury w Witnicy. Prowadziła kursy także podczas studiów w Poznaniu i po przeprowadzce do Warszawy m.in. w studio „Tańcz Warszawo”.
W czerwcu 2021 zawarła związek małżeński z dziennikarzem Szymonem Jadczakiem.

## Publikacje książkowe
- 2020 – „Young power! 30 historii o tym, jak młodzi zmieniają świat”[17]. Bohaterami i bohaterkami książki są m.in. Igor Falecki, Viki Gabor, Zuzanna Jabłońska, Michał Karbownik, Tymon Radzik i Iga Świątek.
- 2022 – „Nie powiem ci, że wszystko będzie dobrze”[18]. W książce o zdrowiu psychicznym opowiadają m.in. Janina Bąk i Filip Bednarek.
- 2023 – „Pokolenie zmiany. Młodzi o sobie i świecie, który nadejdzie”[19].
- 2024 – „Cała nadzieja w szkole. Polska edukacja może być wspaniała”[20].

## Nagrody i wyróżnienia
- 2017 – wyróżniona przez Szerokie Porozumienie na rzecz Umiejętności Cyfrowych w Polsce (SPRUC) za działalność na rzecz rozwijania umiejętności cyfrowych[21]
- 2018 – Laureatka Nagrody im. prof. Romana Czerneckiego w kategorii „artykuł publicystyczny” (2018)[22]
- 2019 – Nagroda „Człowiek E(x)plory 2019” Fundacji Zaawansowanych Technologii (2019)[23]
- 2020 – laureatka nagrody Grand Press w kategorii „dziennikarstwo specjalistyczne” za cykl tekstów „Tysiące dzieci wypadło z systemu. Gdzie ich szukać” opublikowanych na portalu TVN24.pl[24][25]
- 2021 – książka „Young power! 30 historii o tym, jak młodzi zmieniają świat” znalazła się w finale plebiscytu na Książkę Roku 2020 portalu Lubimyczytać.pl w kategorii Literatura Młodzieżowa[26], a następnie otrzymała główną nagrodę w kategorii książki dla dzieci od 8 do 17 roku życia w XIX edycji konkursu „Świat przyjazny dziecku”, organizowanego przez Komitet Ochrony Praw Dziecka[27]
- 2021 – nominowana do nagrody Grand Press w kategorii „wywiad” za rozmowę z pisarzem Radkiem Rakiem – „A ty musisz codziennie wracać do szkoły i nieważne, że tam każdego dnia w środku umierasz”, opublikowaną na portalu TVN24.pl[28]
- 2022 – głosami czytelników znalazła się w finałowej czwórce plebiscytu „Dobry Dziennikarz 2021” prowadzonego przez Instytut Dyskursu i Dialogu[29].
- 2022 – 15 tys. euro nagrody dla najlepszych europejskich dziennikarzy w ramach The Evens Journalism Prize 2021 for Education[30].
- 2022 – nominowana w kategorii media do nagrody Korony Równości przyznawanej przez Kampanię Przeciw Homofobii[31].
- 2022 – znalazła się na liście 100 Kobiet Roku 2022 magazynu „Forbes Women”[32].
- 2022 – magazyn „Wysokie Obcasy” umieścił ja na liście „50 śmiałych 2022”[33].
- 2023 – wraz z Piotrem Szostakiem laureatka Nagrody im. Andrzeja Woyciechowskiego za ujawnienie tzw. afery Willa Plus[34].
- 2023 – wraz z Piotrem Szostakiem laureatka Grand Press w kategorii NEWS za cykl materiałów „Willa plus. Publiczne pieniądze dla organizacji bliskich PiS. Lista”[35].
- 2023 – finalistka plebiscytu na Dziennikarza Roku Grand Press, w głosowaniu 50 redakcji zajęła czwarte miejsce ex aequo z Bianką Mikołajewską[36]
- 2023 – Nagroda Dobrego Dziennikarza (wraz z Piotrem Szostakiem) w plebiscycie Instytutu Dyskursu i Dialogu[37]
- 2024 – Nagroda Korczaka 2024 w kategorii liderzy, przyznawana osobom działającym na rzecz praw dzieci, równej i przystępnej edukacji, tworzących środowisko sprzyjające rozwojowi i ochronie interesów najmłodszych obywateli[38]